# Lassie – Held auf vier Pfoten
Lassie – Held auf vier Pfoten (Originaltitel: Courage of Lassie) ist ein US-amerikanischer Spielfilm aus dem Jahr 1946. Hauptfigur des Films ist der Collie Lassie.

## Handlung
Eines Tages läuft der 14-jährigen Kathie ein junger Collie zu, der in der Wildnis aufgewachsen ist. Als der Hund von Jägern verletzt wird, bringt Kathie ihn zu Harry MacBain, der die Verletzungen des Hundes versorgt. Als dieser sich bei Kathie von seinen Verletzungen erholt, beschließt Kathie, den Collie, den sie Bill nennt, zum Hütehund auszubilden; Harry unterstützt sie dabei.
Eines Tages wird Bill von einem LKW angefahren; die beiden LKW-Fahrer bringen den verletzten Hund zum Tierarzt. Kathie macht sich vergeblich auf die Suche nach dem Hund. Da man wiederum nicht ermitteln kann, zu wem der Collie gehört, kommt Bill zur Armee. Er wird dem Soldaten Smitty zugeteilt, der ihn Duke nennt. Bill wird ausgebildet, um im Zweiten Weltkrieg eingesetzt zu werden. Während einer Schlacht gegen die Japaner wird Bill mit einer wichtigen Nachricht zu Smitty losgeschickt, den er verwundet erreicht. Mit letzter Kraft schafft es Bill, Smitty und dessen Kollegen zu den verschollenen Kameraden zu führen.
Von den Verletzungen und Strapazen des Krieges aggressiv geworden, macht sich Bill eines Tages auf und davon. Auf seiner Flucht muss er vor Jägern fliehen, die ihn für einen Streuner halten. Schließlich trifft er wieder auf Kathie, die ihn bei Harry MacBain in Pflege gibt. Da Bill jedoch während seiner Flucht Hühner gerissen hat, kommt es zu einer Gerichtsverhandlung, die über das Schicksal des Hundes entscheiden soll. Als Harry MacBain bei Bill eine eintätowierte Kennnummer der Armee findet und einen Bericht über Bill anfordert, stellt sich die Rettung der Soldaten durch Bill heraus. Harry setzt sich erfolgreich für Bills Freispruch ein, der zur Erleichterung Kathies zu ihr zurückkehren darf.

## Kritiken
„Was als idyllisches Lassie-Abenteuer beginnt, entwickelt sich zu einer rührseligen Variante des amerikanischen Heimkehrerfilms nach dem Zweiten Weltkrieg: Auch Vierbeiner müssen ins Zivilleben zurückfinden dürfen, wo man ihnen mit Liebe und Verständnis begegnet.“